# Rue du Soudan
La rue du Soudan est une voie du 15e arrondissement de Paris, en France.

## Situation et accès
La rue du Soudan est une voie publique située dans le 15e arrondissement de Paris. Elle débute au 10, rue de Pondichéry et se termine au 95, boulevard de Grenelle.

## Origine du nom

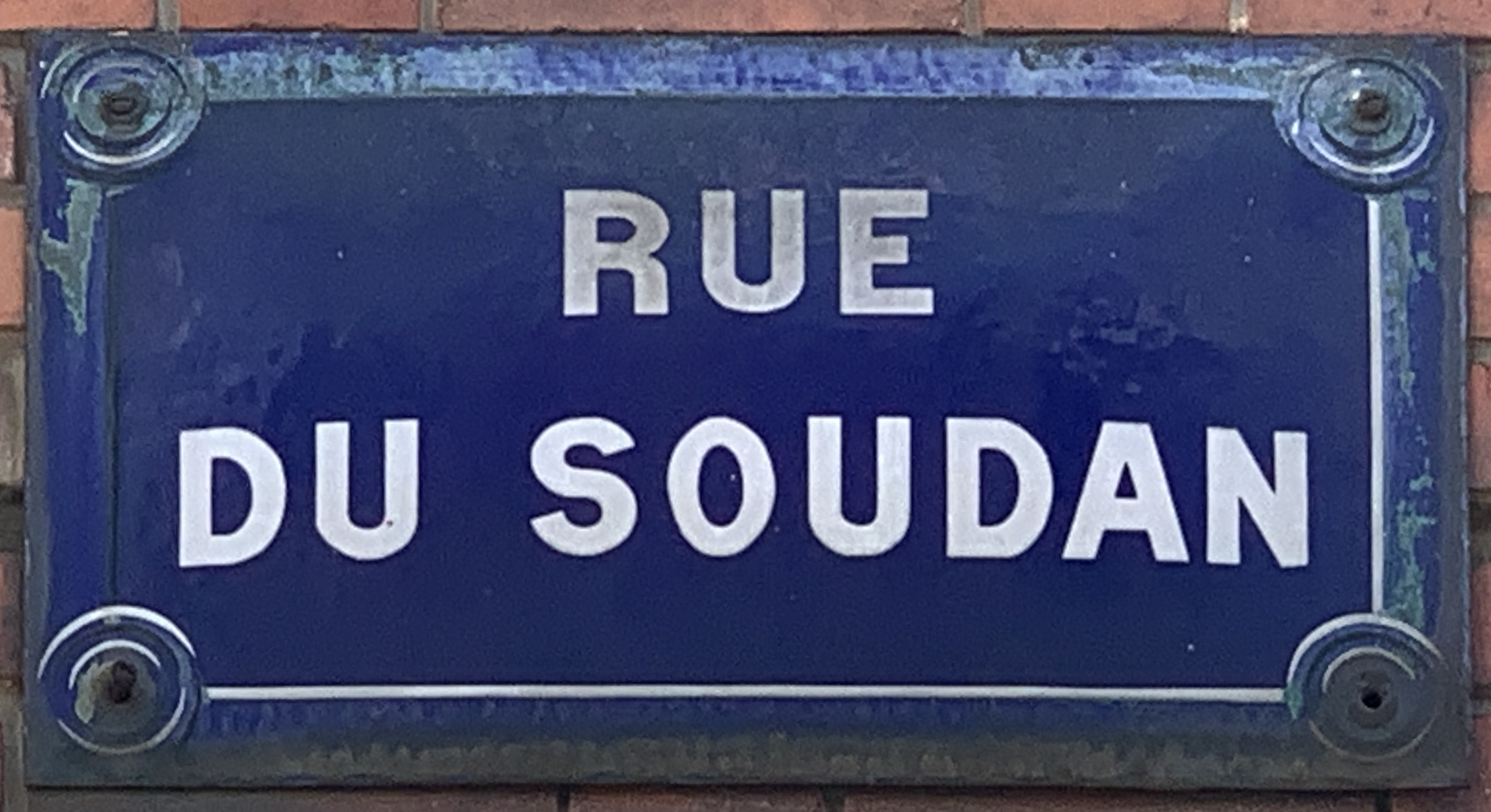
Plaque de la rue.

La rue porte le nom du Soudan français, membre de l'ex-Union française située en Afrique, aujourd’hui indépendante et devenue le Mali. Ce nom de rue n’a donc rien à voir avec l’ancien Soudan anglo-égyptien, à l’origine de deux États indépendants actuels, le Soudan et le Soudan du Sud.

## Historique
Cette voie ouverte par décret du 16 juillet 1930 prend sa dénomination actuelle par un arrêté du 21 janvier 1935.

## Bâtiments remarquables
- Le siège de la Fédération française de football (FFF).